# Херксхајм бај Ландау
Херксхајм бај Ландау (њем. Herxheim bei Landau/Pfalz) град је у њемачкој савезној држави Рајна-Палатинат. Једно је од 74 општинска средишта округа Зидлихе Вајнштрасе. Према процјени из 2010. у граду је живјело 10.462 становника. Посједује регионалну шифру (AGS) 7337038.

## Географски и демографски подаци
Херксхајм бај Ландау се налази у савезној држави Рајна-Палатинат у округу Зидлихе Вајнштрасе. Град се налази на надморској висини од 129 метара. Површина општине износи 29,1 km². У самом граду је, према процјени из 2010. године, живјело 10.462 становника. Просјечна густина становништва износи 359 становника/km².

## Међународна сарадња
| Мјесто   | Држава               | Врста сарадње | Од    |
| -------- | -------------------- | ------------- | ----- |
| Илфракум | Уједињено Краљевство | партнерство   | 1980. |
|          | Француска            | партнерство   | 1979. |
| Извор    |                      |               |       |